# Fenêtre basculante
La fenêtre basculante désigne une famille de fenêtres ayant tous pour point commun d'être équipées d'un châssis pivotant sur lui-même autour d'un axe horizontal installé à mi-hauteur, et de s'ouvrir en une partie vers l'extérieur. A l'ouverture, c'est la partie basse, la plus imposante, qui bascule vers l'extérieur tandis que la partie haute se retrouve vers l'intérieur. Les deux ouvertures supérieures et inférieures, servant respectivement à rejeter l'air chaud et à faire pénétrer un air plus frais.

## Utilisation des fenêtres basculantes
Le système à basculement permet d'empêcher la pluie de pénétrer au sein de l'habitation, et sa formation d'un seul tenant le rend facile à entretenir. C'est pourquoi on retrouve les fenêtres basculantes sur la majeure partie des immeubles et des bâtiments de grande taille, d'autant plus qu'elle préserve l'esthétique de la construction. Souvent considérée comme le type de fenêtre le plus récent, elle s'installe aisément, permet une ouverture de grande taille, et ne nécessite aucun bras ou ressort. Il suffit d'installer un système de volet roulant adapté pour éviter tout blocage.